# New Malden
New Malden est une ville péri-urbaine presque entièrement incluse dans le district londonien de Kingston upon Thames et en partie dans celui de Merton. Elle est située à 15,1 km au sud-ouest de Charing Cross.